# Gimnàstica als Jocs Olímpics d'estiu de 1912 - concurs complet per equips

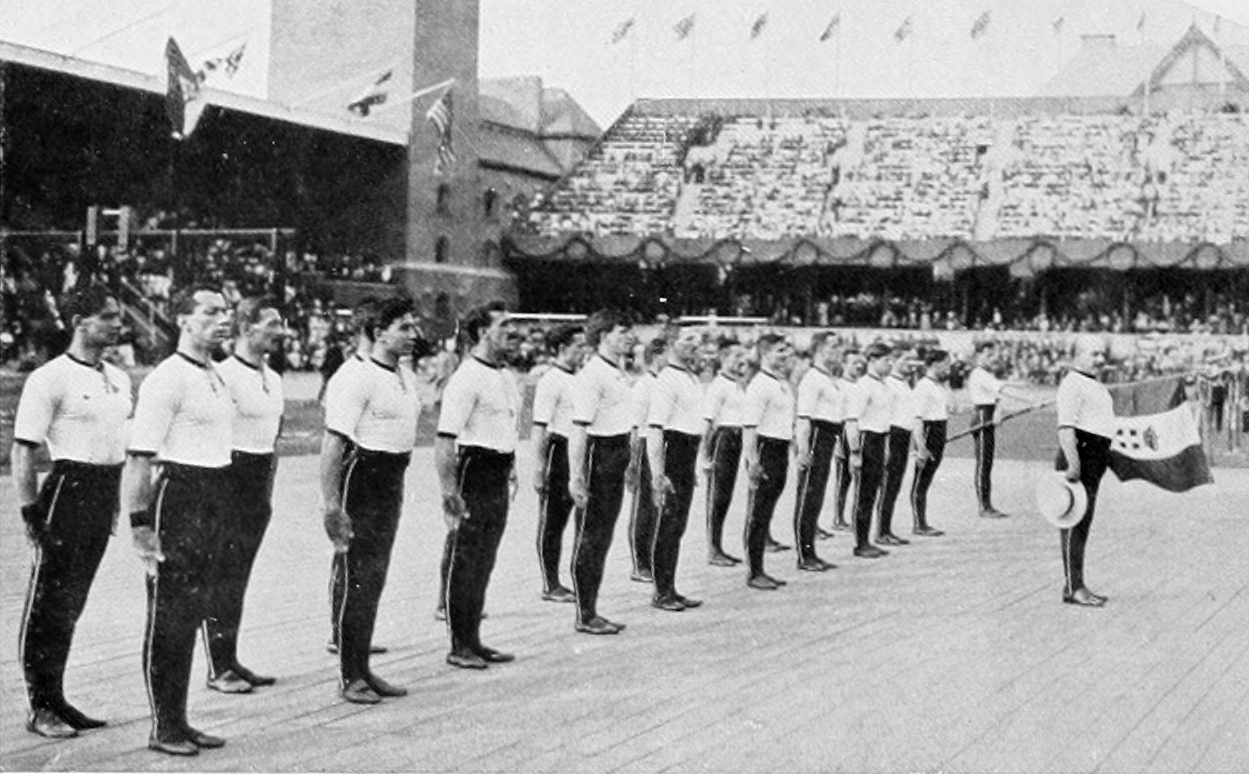
Equip italià, vencedor de la medalla d'or.

El concurs complet per equips va ser una de les quatre proves de gimnàstica artística que es van disputar als Jocs Olímpics d'Estocolm de 1912. La prova tingué lloc l'11 de juliol de 1912 i hi van prendre part 91 gimnastes de 5 nacions diferents. La competició es va celebrar a l'Estadi Olímpic d'Estocolm.

## Medallistes
| Or     | Plata   | Bronze     |
| Itàlia | Hongria | Regne Unit |

## Format de la competició
Els equips estaven formats per entre 16 i 40 gimnastes, que executaven els exercicis de manera simultània. El límit de temps era d'una hora per equip, incloent la rutina d'entrada i sortida. Cinc jutges eren els encarregats de puntuar els exercicis dels diferents elements (barra fixa, barres paral·leles i salt sobre cavall), així com de la rutina d'entrada i sortida.

## Classificació final
| Pos.   | Nació      | Gimnasta | Puntuació parcial | Puntuació parcial | Puntuació parcial  | Puntuació parcial | Puntuació parcial | Total  | Mtjana total |
| Pos.   | Nació      | Gimnasta | Entrada lliure    | Barra fixa        | Barres paral·leles | salt sobre cavall | Sortida lliure    | Total  | Mtjana total |
| ------ | ---------- | --- | ----------------- | ----------------- | ------------------ | ----------------- | ----------------- | ------ | ------------ |
| Or     | Itàlia     | Pietro Bianchi Guido Boni Alberto Braglia Giuseppe Domenichelli Carlo Fregosi Alfredo Gollini Francesco Loi Luigi Maiocco Giovanni Mangiante Renzo Mangiante Serafino Mazzarocchi Guido Romano Paolo Salvi Luciano Savorini Adolfo Tunesi Giorgio Zampori Umberto Zanolini Angelo Zorzi                                                           | 51,75             | 54,25             | 55,75              | 55,50             | 48,50             | 265,75 | 53,15        |
| Plata  | Hongria    | József Berkes Imre Erdődy Samu Fóti Imre Gellért Győző Halmos Ottó Hellmich István Herczeg József Keresztessy Lajos Aradi János Krizmanich Elemér Pászti Árpád Pédery Jenő Reti Ferenc Szűts Ödön Téry Géza Tuli | 48,75             | 41,75             | 44,25              | 49,00             | 43,50             | 227,25 | 45,45        |
| Bronze | Regne Unit | Albert Betts William Cowhig Sidney Cross Harold Dickason Herbert Drury Bernard Franklin Leonard Hanson Samuel Hodgetts Charles Luck William MacKune Ronald McLean Alfred Messenger Henry Oberholzer Edward Pepper Edward Potts Reginald Potts George Ross Charles Simmons Arthur Southern William Titt Charles Vigurs Samuel Walker John Whitaker | 41,00             | 40,25             | 39,75              | 39,00             | 24,50             | 184,50 | 36,90        |
| 4      | Luxemburg  | Nic Adam Charles Behm André Bordang Michel Hemmerling François Hentges Pierre Hentges Jean-Baptiste Horn Nicolas Kannive Nic Kummer Marcel Langsam Émile Lanners Jean-Pierre Thommes François Wagner Antoine Wehrer Ferd Wirtz Jos Zuang | 32,50             | 34,00             | 36,25              | 37,75             | 39,25             | 179,75 | 35,95        |
| 5      | Alemanya   | Wilhelm Brülle Erwin Buder Walter Engelmann Arno Glockauer Walter Jesinghaus Karl Jordan Rudolf Körner Heinrich Pahner Kurt Reichenbach Johannes Reuschle Karl Richter Hans Roth Adolf Seebaß Eberhard Sorge Alexander Sperling Alfred Staats Hans Werner Erich Worm                                                                              | 33,75             | 35,75             | 34,50              | 30,50             | 27,50             | 162,00 | 32,40        |